# Baddha konasana

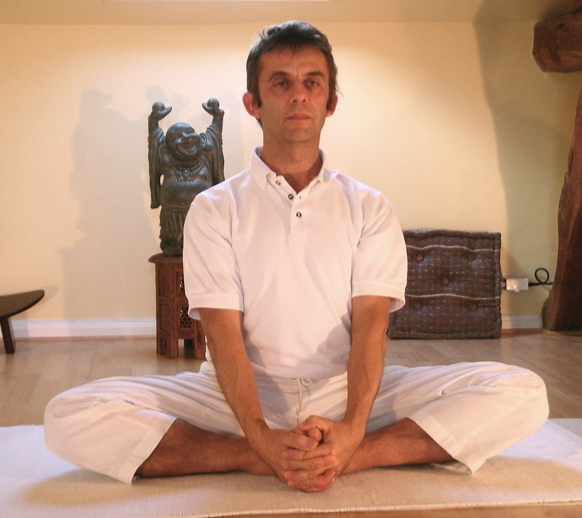
Perfecte Houding
Baddha Konasana

Baddha Konasana Sanskriet voor Gebonden Hoekhouding (Engels: Bound Angle Pose of Auspicious Pose), is een veelvoorkomende houding of asana, in yoga, het boeddhisme en hindoeïsme. De Gebonden Hoekhouding is asana 755 op de wandkaart met 908 yogahoudingen van Dharma Mittra.
| Sanskriet      | vertaling                   |
| baddha, bandha | slot, gebonden              |
| kona           | hoek                        |
| asana          | houding (letterlijk: 'zit') |

De bekendste meditatiehouding is de kleermakerszit, ook wel Lotushouding of Padamasana genoemd. Andere op de Baddha Konasana gelijkende houdingen zijn de Siddhasana, Sukkasana en de Vajrasana.
Aan deze houdingen wordt een gezonde werking toegeschreven in de hatha-yoga. Van de Baddha konasana wordt beweerd dat het de heup en borst opent, de ruggengraat verlengt en het de geslachtsorganen, zenuwen en ademhaling stimuleert.